# Peperomia dawsoni
Peperomia dawsoni är en pepparväxtart som beskrevs av William Trelease. Peperomia dawsoni ingår i släktet peperomior, och familjen pepparväxter. Inga underarter finns listade i Catalogue of Life.